# Маловисківська міська рада
Малови́сківська міська́ ра́да — орган місцевого самоврядування та колишня адміністративно-територіальна одиниця в Маловисківському районі Кіровоградської області. Адміністративний центр — місто Мала Виска.

## Загальні відомості
- Населення ради: 14 037 осіб (станом на 2001 рік)

## Населені пункти
Міській раді були підпорядковані населені пункти:
- м. Мала Виска
- с-ще Заповідне
- с. Краснопілка
- с-ще Вишневе

## Склад ради
Рада складається з 30 депутатів та голови.
- Голова ради: Гульдас Юрій Леонідович

### Керівний склад попередніх скликань
| Прізвище, ім'я, по батькові | Основні відомості                                               | Дата обрання | Дата звільнення |
| --------------------------- | --------------------------------------------------------------- | ------------ | --------------- |
| Довгань Анатолій Петрович   | Міський голова, 1938 року народження, освіта, безпартійний      | 26.03.2006   | 31.10.2010      |
| Гульдас Юрій Леонідович     | Міський голова, 1959 року народження, освіта вища, безпартійний | 31.10.2010   |                 |

Примітка: таблиця складена за даними джерела

### Депутати
За результатами місцевих виборів 2010 року депутатами ради стали:

#### За суб'єктами висування
| Суб'єкт висування                                                                    | Кількість обраних депутатів | %    |
| ------------------------------------------------------------------------------------ | --------------------------- | ---- |
| Партія регіонів                                                                      | 11                          | 36,7 |
| Політична партія Всеукраїнське об'єднання «Батьківщина»                              | 6                           | 20   |
| Політична партія «Фронт Змін»                                                        | 5                           | 16,7 |
| Єдиний Центр                                                                         | 2                           | 6,7  |
| Народна партія                                                                       | 2                           | 6,7  |
| Політична партія «Сильна Україна»                                                    | 2                           | 6,7  |
| Політична партія «УДАР (Український Демократичний Альянс за Реформи) Віталія Кличка» | 1                           | 3,3  |
| Соціалістична партія України                                                         | 1                           | 3,3  |

#### За округами
| № округу                                                                             | Прізвище, ім'я, по батькові     | Дата визнання обраним | Освіта  | Партійна приналежність                                                                     | Відомості про обраного депутата                                          |
| ------------------------------------------------------------------------------------ | ------------------------------- | --------------------- | ------- | ------------------------------------------------------------------------------------------ | ------------------------------------------------------------------------ |
| Єдиний Центр                                                                         |                                 |                       |         |                                                                                            |                                                                          |
| б/м                                                                                  | Берегуленко Тамара Михайлівна   | 04.11.2010            | середня | член Єдиного Центру                                                                        | міська рада, діловод виконкому                                           |
| б/м                                                                                  | Гіляровський Василь Васильович  | 04.11.2010            | вища    | член Єдиного Центру                                                                        | районний відділ культури, інженер по ТБ                                  |
| Народна Партія                                                                       |                                 |                       |         |                                                                                            |                                                                          |
| б/м                                                                                  | Бондаренко Анатолій Іванович    | 04.11.2010            | середня | член Народної партії                                                                       | міський стадіон «Колос», завідувач                                       |
| 7                                                                                    | Аврунов Володимир Анатолійович  | 04.11.2010            | вища    | позапартійний                                                                              | КП «Мала Виска- водоканал», начальник                                    |
| Партія регіонів                                                                      |                                 |                       |         |                                                                                            |                                                                          |
| б/м                                                                                  | Лановенко Тетяна Михайлівна     | 04.11.2010            | вища    | член Партії регіонів                                                                       | пенсіонер                                                                |
| б/м                                                                                  | Кіріченко Олександр Іванович    | 04.11.2010            | вища    | член Партії регіонів                                                                       | тимчасово не працює                                                      |
| б/м                                                                                  | Семчишина Алла Богданівна       | 04.11.2010            | вища    | член Партії регіонів                                                                       | магазин «Книга», приватний підприємець                                   |
| б/м                                                                                  | Гончарова Ольга Вадимівна       | 04.11.2010            | вища    | член Партії регіонів                                                                       | Маловисківський відділ ПФУ, головний спеціаліст — юрист                  |
| б/м                                                                                  | Бровченко Борис Дмитрович       | 04.11.2010            | вища    | член Партії регіонів                                                                       | тимчасово не працює                                                      |
| 3                                                                                    | Баєва Раїса Миколаївна          | 04.11.2010            | вища    | член Партії регіонів                                                                       | Маловисківське відділення ощадбанку, керуюча                             |
| 4                                                                                    | Бендерський Юрій Миколайович    | 02.12.2013            | вища    | позапартійний                                                                              | Маловисківский центр телекомунікаційних послуг № 4, начальник центру     |
| 6                                                                                    | Сімбаба Микола Олександрович    | 04.11.2010            | вища    | член Партії регіонів                                                                       | ТОВ «Ельборт-рейд», фахівець із закупівлі                                |
| 9                                                                                    | Зайва Людмила Василівна         | 04.11.2010            | середня | член Партії регіонів                                                                       | Маловисківська ЦРЛ, медсестра                                            |
| 11                                                                                   | Стець Віталій Володимирович     | 04.11.2010            | середня | член Партії регіонів                                                                       | ВАТ ХПП, начальник служби безпеки                                        |
| 12                                                                                   | Пішоха Лариса Ігорівна          | 04.11.2010            | середня | член Партії регіонів                                                                       | ПП «Гонитель», продавець                                                 |
| Політична партія Всеукраїнське об'єднання «Батьківщина»                              |                                 |                       |         |                                                                                            |                                                                          |
| б/м                                                                                  | Силенко Олег Васильович         | 04.11.2010            | вища    | член Всеукраїнського об'єднання «Батьківщина»                                              | приватний підприємець                                                    |
| б/м                                                                                  | Сипливий Микола Миколайович     | 04.11.2010            | вища    | член Всеукраїнського об'єднання «Батьківщина»                                              | тимчасово не працює                                                      |
| б/м                                                                                  | Орєхов Сергій Веніамінович      | 04.11.2010            | вища    | член Всеукраїнського об'єднання «Батьківщина»                                              | тимчасово не працює                                                      |
| 8                                                                                    | Таран Людмила Василівна         | 04.11.2010            | вища    | член Всеукраїнського об'єднання «Батьківщина»                                              | Маловисківська ЦРЛ, лікар                                                |
| 13                                                                                   | Самотуга Тетяна Іванівна        | 04.11.2010            | середня | член Всеукраїнського об'єднання «Батьківщина»                                              | д/с «Ластівка», вихователь                                               |
| 15                                                                                   | Ільїн Валерій Іванович          | 04.11.2010            | середня | позапартійний                                                                              | Новокостянтинівська шахта, водій                                         |
| Політична партія «Сильна Україна»                                                    |                                 |                       |         |                                                                                            |                                                                          |
| б/м                                                                                  | Жигалов Тарас Миколайович       | 04.11.2010            | вища    | член Політичної партії «Сильна Україна»                                                    | УПФУ в Маловисківському районі, головний спеціаліст, юрисконсульт        |
| 2                                                                                    | Ткаченко Олександр Анатолійович | 04.11.2010            | вища    | член Політичної партії «Сильна Україна»                                                    | приватний підприємець                                                    |
| Політична партія «УДАР (Український Демократичний Альянс за Реформи) Віталія Кличка» |                                 |                       |         |                                                                                            |                                                                          |
| 1                                                                                    | Бровченко Олександр Дмитрович   | 02.12.2013            | вища    | член Політичної партії «УДАР (Український Демократичний Альянс за Реформи) Віталія Кличка» | Фермерське господарство «Павліївське», заступник директора з будівництва |
| Політична партія «Фронт Змін»                                                        |                                 |                       |         |                                                                                            |                                                                          |
| б/м                                                                                  | Пєєва Катерина Михайлівна       | 04.11.2010            | вища    | член Політичної партії «Фронт Змін»                                                        | управління освіти РДА, методист                                          |
| б/м                                                                                  | Дануца Тетяна Семенівна         | 04.11.2010            | вища    | член Політичної партії «Фронт Змін»                                                        | пенсіонер                                                                |
| 5                                                                                    | Сорока Павло Володимирович      | 04.11.2010            | вища    | член Політичної партії «Фронт Змін»                                                        | ФГ «Красляни», заступник директора                                       |
| 10                                                                                   | Зматченко Микола Іванович       | 04.11.2010            | середня | член Політичної партії «Фронт Змін»                                                        | ВАТ АТП 13543, головний інженер                                          |
| 14                                                                                   | Рула Сергій Анатолійович        | 04.11.2010            | середня | член Політичної партії «Фронт Змін»                                                        | ТОВ «Карат», головний інженер                                            |
| Соціалістична партія України                                                         |                                 |                       |         |                                                                                            |                                                                          |
| б/м                                                                                  | Діордіца Володимир Анатолійович | 04.11.2010            | вища    | член Соціалістичної партії України                                                         | фермерське господарство «Первомайське — Д», голова                       |